# Pest vármegyei 14. sz. országgyűlési egyéni választókerület
A Pest vármegyei 14. sz. országgyűlési egyéni választókerület egyike annak a 106 választókerületnek, amelyre a 2011. évi CCIII. törvény Magyarország területét felosztja, és amelyben a választópolgárok egy-egy országgyűlési képviselőt választhatnak. A választókerület nevének szabványos rövidítése: Pest 14. OEVK. Székhelye: Cegléd

## Területe
A választókerület az alábbi településeket foglalja magába:
1. Abony
2. Cegléd
3. Csemő
4. Jászkarajenő
5. Kocsér
6. Kőröstetétlen
7. Nagykőrös
8. Nyársapát
9. Törtel
10. Újszilvás